# Segugio Maremmano
Der Segugio Maremmano ist eine von der FCI vorläufig anerkannte italienische Hunderasse (FCI-Gruppe 6, Sektion 1.2, Standard Nr. 361). Die provisorische Anerkennung durch die FCI erfolgte am 1. März 2018, der Rassestandard wurde am 12. September 2018 veröffentlicht.

## Entstehungsgeschichte
Die Herkunft wird von Jagdhunden der Maremma in der Toscana zurückgeführt. Dort ist dieser Typ etwa seit den 1930er Jahren präsent. Er wurde auch ursprünglich zur Wildschweinjagd verwendet. Die Anerkennung geht auf spezialisierte Clubs zurück. Hier sei besonders Dr. Bosio, Tierarzt und Präsident des spezialisierten Klubs für Spürhunde in Italien erwähnt, der bei der offiziellen Anerkennung in Italien mithalf. Die Rasse wurde hier von der ENCI (Ente Nazionale della Cinofilia) mit Beschluss Nr. 192/03/SB vom 7. Juli 2003 anerkannt. Im Jahr 2009 waren bereits 6.600 Exemplare der Rasse registriert, als drittgrößte italienische Hunderasse. 2018 erfolgte die provisorische Anerkennung durch die FCI. Er gehört zu den vier italienischen Spürhundrassen. Der Segugio Italiano a pelo forte ist voll von der FCI anerkannt und der Segugio Maremmano vom FCI provisorisch anerkannt. Der Segugio Italiano a Pelo Raso und der Segugio dell’Appennino vom italienischen Dachverband ENCI. Im Jahr 2015 ergab eine Analyse der genetischen Daten keinen signifikanten genetischen Abstand zwischen dem Segugio dell’Appennino und dem Segugio Maremmano.

## Beschreibung
Die FCI beschreibt ihn folgendermaßen: Eine Rasse ohne Übertreibungen, leicht, mit einem natürlichen Aussehen, leicht beweglich, rechteckig im Körper, Kopf mit recht großem Schädel, obere Achsen des Schädels/Vordergesichts leicht divergierend, hoch angesetzte Ohren. Der Segugio Maremmano ist auf Wildschweinjagd spezialisiert, hat einen guten Jagdtrieb, ist temperamentvoll, selbstbewusst und gelassen in der Nähe der Beute, selbstbewusstes Bellen, wenn die Beute gefunden ist. Als guter Spürhund wird er alleine eingesetzt, oder auch im Rudel. Die Zucht erfolgte weniger nach dem Aussehen, sondern hauptsächlich Richtung Gebrauchstüchtigkeit.

## Aussehen
Es gibt zwei unterschiedliche Varianten:
- Kurzhaarig, harte Textur, dicht, gleichmäßige Verteilung am Körper und an den Gliedmaßen, Unterwolle oft vorhanden, einige raue Haare (1,0–1,5 cm lang) können an Fang und Gliedmaßen vorhanden sein.
- Rauhaarig: raue Textur, etwa 3–4 cm lang, gleichmäßige Verteilung am Körper und an den Gliedmaßen.

Farbe: rehbraun: von heller bis dunkler satter lohfarbener Farbe, schwarz und lohfarben und gestromt. Weiße Abzeichen können vorhanden sein.

Größe und Gewicht: Widerristhöhe: Rüden: 48–54 cm, Hündinnen: 46–52 cm, Toleranz von ± 2 cm Gewicht: Rüden: 16–23 kg, Hündinnen: 13–20 kg